# Rubus odoratus
L'esbarzer d'olor, esbarzer porpre, (Rubus odoratus) és un esbarzer originari dels EUA, pertanyent a la família de les rosàcies.

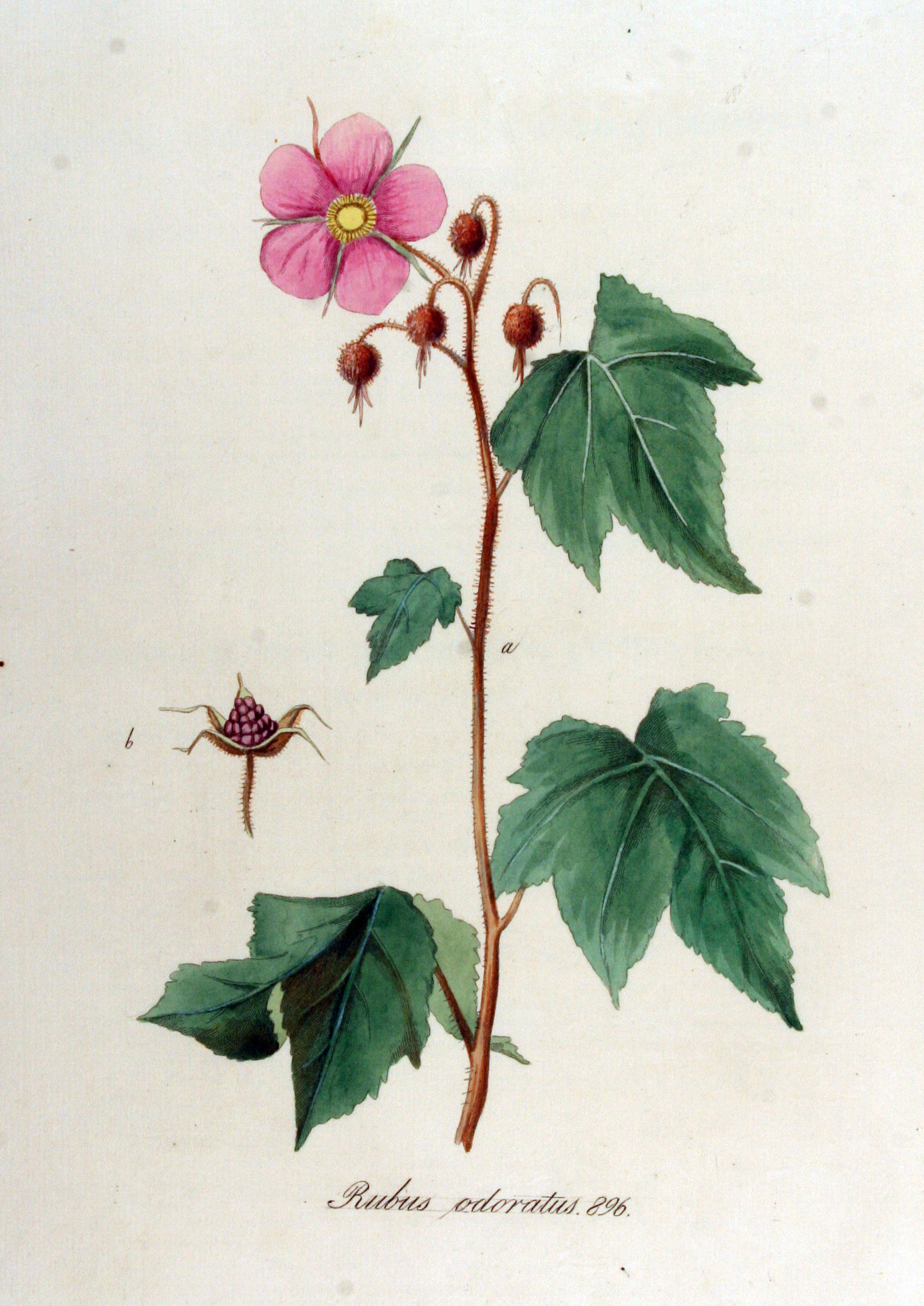
Il·lustració

## Descripció
Aconsegueix una grandària de 15–22 dm d'altura. Floreix en ple estiu, i les seves flors són molt aromàtiques, de color rosat a blanquinós. Tot i que fa molta olor, no té un gust bo. Produeix fruita a la tardor. El fruit recorda el gerd però camús i gran; dona moltes drupes i és una mica raspós. Les fulles són grans i semblants a dolmes (fulles de parra). Tiges sense espines, l'escorça es desprèn en tires.
S'usa fonamentalment en jardineria, com a planta ornamental.

## Taxonomia
Rubus odoratus fou descrit per Carl von Linné i publicat en Species Plantarum 1: 494. 1753.
Etimologia
Rubus: nom genèric que deriva del llatí que significa "esbarzer" o "gerd" o de ruber = "vermell"
odoratus: epítet llatí que significa "olorosa"
Varietats
- Rubus odoratus f. albus Zabel ex C.K.Schneid.

Sinonímia
- Bossekia odorata (L.) Greene
- Rubacer columbianum (Millsp.) Rydb.
- Rubacer odoratum (L.) Rydb.
- Rubus columbianus (Millsp.) Rydb.
- Rubus glandulifolius Salisb.
- Rubus grandifolius Salisb.
- Rubus odoratus var. columbianus Millsp.
- Rubus odoratus var. odoratus
- Rubus quinquelobus Stokes[4]